# 朝戸トンネル
朝戸トンネル（あさとトンネル）は、鹿児島県奄美市名瀬町に跨る朝戸峠を貫く国道58号のトンネル。別名、朝戸バイパスとも呼ばれる。旧国道58号（朝戸峠）のバイパスとして造られ、大島支庁が管理をしている。旧道には旧朝戸トンネルがある。

## 沿革
- 1993年（平成5年）11月：トンネル供用開始。
- 2010年（平成22年）10月20日：奄美豪雨の影響で国道58号（名瀬-古仁屋間）が通行止めになり、朝戸トンネルも通行止め。
- 2010年（平成22年）11月17日：夜間通行止めが解除され、完全に交通規制が解除された[3]。

## 周辺
- 朝戸峠
- 大川ダム
- 県立大島病院
- 奄美市立大川小中学校
- 奄美自動車学校

## 隣
国道58号
和瀬バイパス（城トンネル - 小和瀬トンネル - 新和瀬トンネル） -  朝戸トンネル - 和光トンネル